# Daszyna (gmina)
Pour les articles homonymes, voir Daszyna.
Daszyna est une gmina (commune) rurale (gmina wiejska) du powiat de Łęczyca, dans la Łódź, dans le centre de la Pologne.
Son siège administratif (chef-lieu) est le village de Daszyna, qui se situe environ 13 kilomètres au nord de Łęczyca (siège du powiat) et 47 kilomètres au nord-ouest de la capitale régionale Łódź (capitale de la voïvodie).
La gmina couvre une superficie de 81,03 km2 pour une population de 4 207 habitantsen 2006.

## Histoire
De 1975 à 1998, la gmina est attachée administrativement à la voïvodie de Płock.

Depuis 1999, elle fait partie de la voïvodie de Łódź.

## Géographie
La gmina inclut les villages et localités de :
- Daszyna
- Drzykozy
- Gąsiorów
- Goszczynno
- Jabłonna
- Jacków
- Janice
- Jarochów
- Jarochówek
- Karkoszki
- Koryta
- Krężelewice
- Lipówka
- Łubno
- Mazew
- Mazew-Kolonia
- Miroszewice
- Nowa Żelazna
- Nowy Sławoszew
- Ogrodzona
- Opiesin
- Osędowice
- Rzędków
- Siedlew
- Skrzynki
- Stara Żelazna
- Stary Sławoszew
- Upale
- Walew
- Żabokrzeki
- Zagróbki
- Zieleniew

### Gminy voisines
La gmina de Daszyna est voisine des gminy suivantes :
- Chodów
- Grabów
- Krośniewice
- Kutno
- Łęczyca
- Witonia

## Structure du terrain
D'après les données de 2007, la superficie de la commune de Daszyna est de 80,91 kilomètres carrés, répartis comme telle :
- terres agricoles : 92 %
- forêts : 2 %

La commune représente 10,47 % de la superficie du powiat.

## Démographie
Données du 30 juin 2014 :
| Description        | Total  | Total | Femmes | Femmes | Hommes | Hommes |
| ------------------ | ------ | ----- | ------ | ------ | ------ | ------ |
| Unité              | Nombre | %     | Nombre | %      | Nombre | %      |
| Population         | 3 982  | 100   | 2 043  | 51,3   | 1 939  | 48,7   |
| Densité (hab./km²) | 49     | 49    | 25     | 25     | 24     | 24     |